# Terrers (Odèn)
Terrers és una masia situada al municipi d'Odèn, a la comarca catalana del Solsonès.